# Carl-Gustav Enskog
Carl-Gustav Bertil Enskog (i riksdagen kallad Enskog i Västerås), född 6 februari 1915 i Varnums församling, Värmlands län, död 31 juli 1997 i Västerås, var en svensk ingenjör och politiker (folkpartist). 
Carl-Gustav Enskog gjorde karriär inom Televerket 1938-1974 och var från 1963 personalchef vid Västerås teleområde. Han var ledamot i Västmanlands läns landsting 1951-1979 och var vice ordförande i förvaltningsutskottet 1960-1970.
Han var riksdagsledamot 1961-1973 för Västmanlands läns valkrets (fram till 1970 i andra kammaren). I riksdagen var han bland annat suppleant i bevillningsutskottet 1962-1968 och ledamot i statsutskottet 1969-1970 samt i försvarsutskottet 1971-1973. Han engagerade sig särskilt i utbildnings- och näringslivsfrågor och förespråkade utbyggnad av svensk kärnkraftsindustri.